# 6401 Roentgen
6401 Roentgen eller 1991 GB2 är en asteroid i huvudbältet som upptäcktes den 15 april 1991 av de amerikanska astronomerna Carolyn S. Shoemaker, E. M. Shoemaker och David H. Levy vid Palomar-observatoriet. Den är uppkallad efter den tyske nobelpristagaren Wilhelm Röntgen.
Asteroiden har en diameter på ungefär 5 kilometer och den tillhör asteroidgruppen Eunomia.